# ناتمام
نا تمام (به انگلیسی Incomplete) یکی از اهنگ برتر گروه موسیقی (باند) بک‌استریت بویز (به انگلیسی: Backstreet Boys) در البوم Never Gone انها در سال ۲۰۰۴ است.